# Sysmä
Sysmä est une municipalité du centre-sud de la Finlande, dans la région du Päijät-Häme.

## Histoire
La paroisse est fondée en 1442, autour de la vieille église Saint Olav.

## Géographie
La commune borde le lac Päijänne à l'est. La commune compte de nombreux autres petits lacs, qui couvrent au total 29 % de la superficie de la municipalité.
Le paysage est accidenté et très forestier. La commune est très sauvage et en même temps proche des grands axes routiers, la nationale 4 (E75) traversant sa bordure orientale.
Heinola, la ville la plus proche, est à 48 km du centre administratif. Cette situation privilégiée explique le nombre très important de maisons de vacances qui y sont construites (3 500).
Quelques îles isolées situées au milieu du grand lac Päijänne sont rattachées au Parc national du Päijänne.
L'île de Päijätsalo de 300 hectares appartient partiellement au parc national du Päijänne.
Sur le point le plus élevé de Päijätsalo  on a construit en 1899 un tour d'observation, d'où s'ouvre un panorama sur le Päijänne.
Le mont Kammiovuori s'élève à 221 m.
Les communes voisines sont Luhanka au nord (Finlande-Centrale), Hartola à l'est, Heinola et Asikkala au sud. De l'autre côté du lac, on trouve Kuhmoinen et Padasjoki, toutes deux à l'ouest.

## Démographie
Depuis 1980, l'évolution démographique de Sysmä est la suivante,:
| Année      | 1980  | 1985  | 1990  | 1995  | 2000  | 2005  |
| ---------- | ----- | ----- | ----- | ----- | ----- | ----- |
| population | 6 090 | 5 802 | 5 527 | 5 326 | 4 915 | 4 655 |

| Année      | 2010  | 2015  | 2020  |
| ---------- | ----- | ----- | ----- |
| population | 4 305 | 4 033 | 3 645 |

## Transports

### Transports routiers
La route régionale 314 va de Sysmä jusqu'à son croisement de la route nationale 24 à Asikkala.
Les routes régionales 410 et 413 mènent de Sysmä jusqu'à la route nationale 4 à Hartola.
La route régionale 612 relie Sysmä à Luhanka.

### Transports lacustres
Pendant l'été, les bateaux de navigation intérieure circulent entre Sysmä, Kelvenne et Padasjoki.
De plus, une partie du service de transport lacustre entre Lahti et Jyväskylä s'arrête au nouveau port de Sysmä du village de Suopello.

## Économie

### Principales entreprises
En 2021, les principales entreprises de Sysmä par chiffre d'affaires sont :
| Société                     | C.A.     |
| --------------------------- | -------- |
| Cafe Break Finland Oy       | 2 M€     |
| Suomen Pakettiautokauppa Oy | 2 M€     |
| Neste Sysmä Sysmäntie       | 2 M€     |
| Sysmän Ikkuna ja Ovi        | 2 M€     |
| Vesikaivohuolto Vipe Oy     | 1 M€     |
| Autoasi Sysmä               | 1 M€     |
| Rakennuspalvelu Tarvaala    | 1 M€     |
| Kone-Heino Oy               | 0,937 M€ |
| Sysmän Sähköpalvelu Oy      | 0,814 M€ |
| Sysmän Luomuherkut Oy       | 0,804 M€ |

### Employeurs
En 2021, les plus importants employeurs de Sysmä sont:
| Employeur               | Employés |
| ----------------------- | -------- |
| Sysmän Ikkuna ja Ovi    | 16       |
| Kone-Heino Oy           | 10       |
| Vesikaivohuolto Vipe Oy | 10       |
| SyViRa Oy               | 8        |
| Pinxinmäki Oy           | 7        |
| LVI-Aroalho Oy          | 5        |
| Cafe Break Finland Oy   | 5        |
| Sp-Koti Sysmä           | 5        |
| Sysmän Sähköpalvelu Oy  | 5        |
| Oval Design Oy Ltd      | 4        |

### Énergie éolienne
Sysmää a un projet d'installation d'un parc important d'éoliennes.
La zone la plus grande est celle de Suurin alue Kalkkinen-Karilanmaa-Lahdenpohja, vient ensuite celle Terrikorpi et de Rekolanvuori enfin la plus petite est celle Järvenpää.

## Lieux et monuments
| - Bloc erratique d'Onkiniemi - Mont Kammiovuori - Église de Sysmä | - Port du village de Sysmä - Port d'Ohrasaari - Port de Suopelto | - Maison de Kaarlo Sarkia - Lac Päijänne - Archipel du lac Päijänne |

## Personnalités
| - Emil Elenius - Usko Kantola - Yrjö Kokko - Rudolf Walden - Teemu Nikki - Antero Olin | - Mauno Pekkala - Edvard Pesonen - Lauri Rapala - Juho Saarinen - Kaarlo Sarkia - Pekka Streng | - Arvid Tandefelt - Marjatta Tapiola - Pertti Tiainen - Olavi Virta - Irmeli Ruponen |

## Galerie

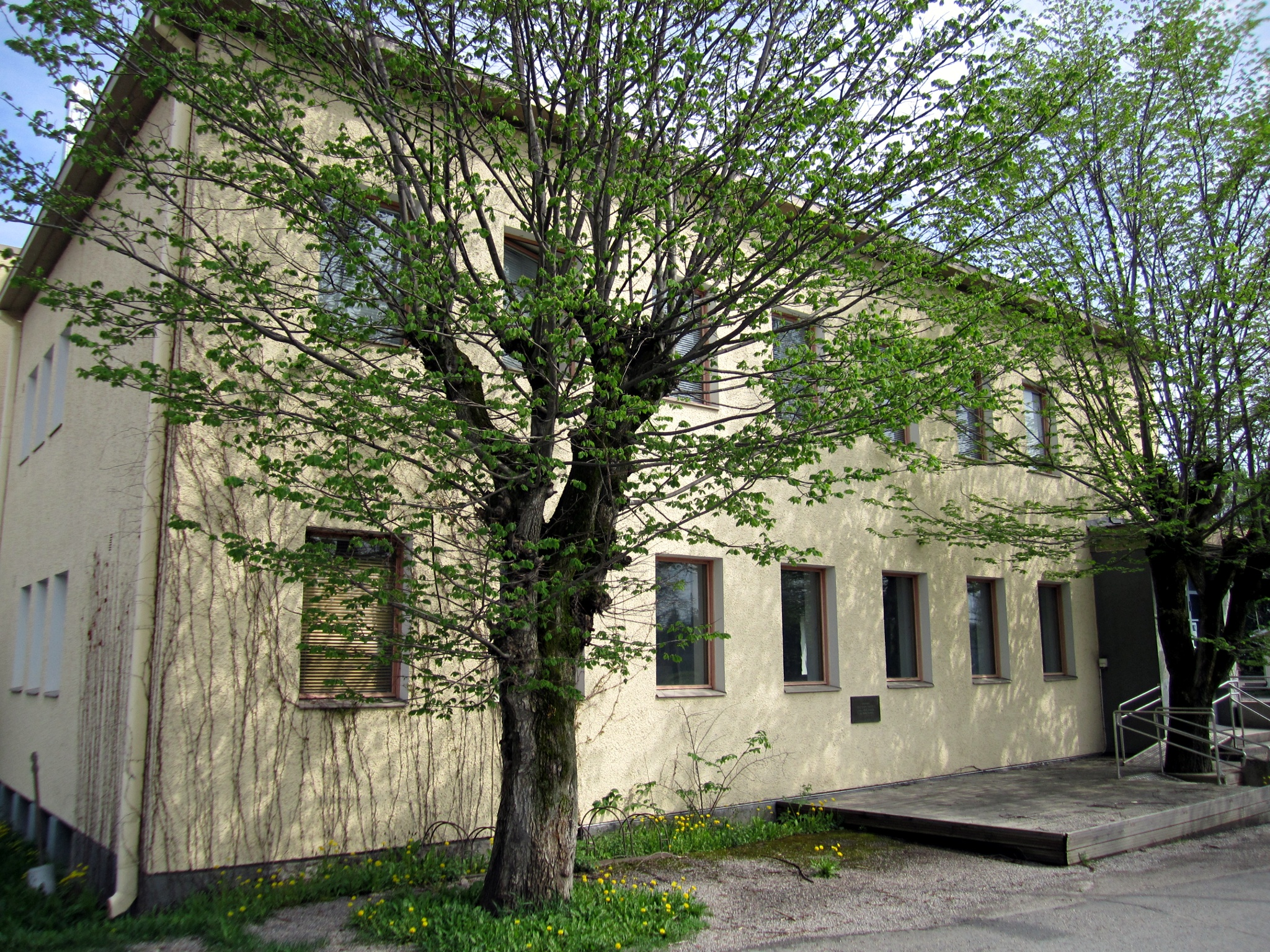
Maison de Kaarlo Sarkia.
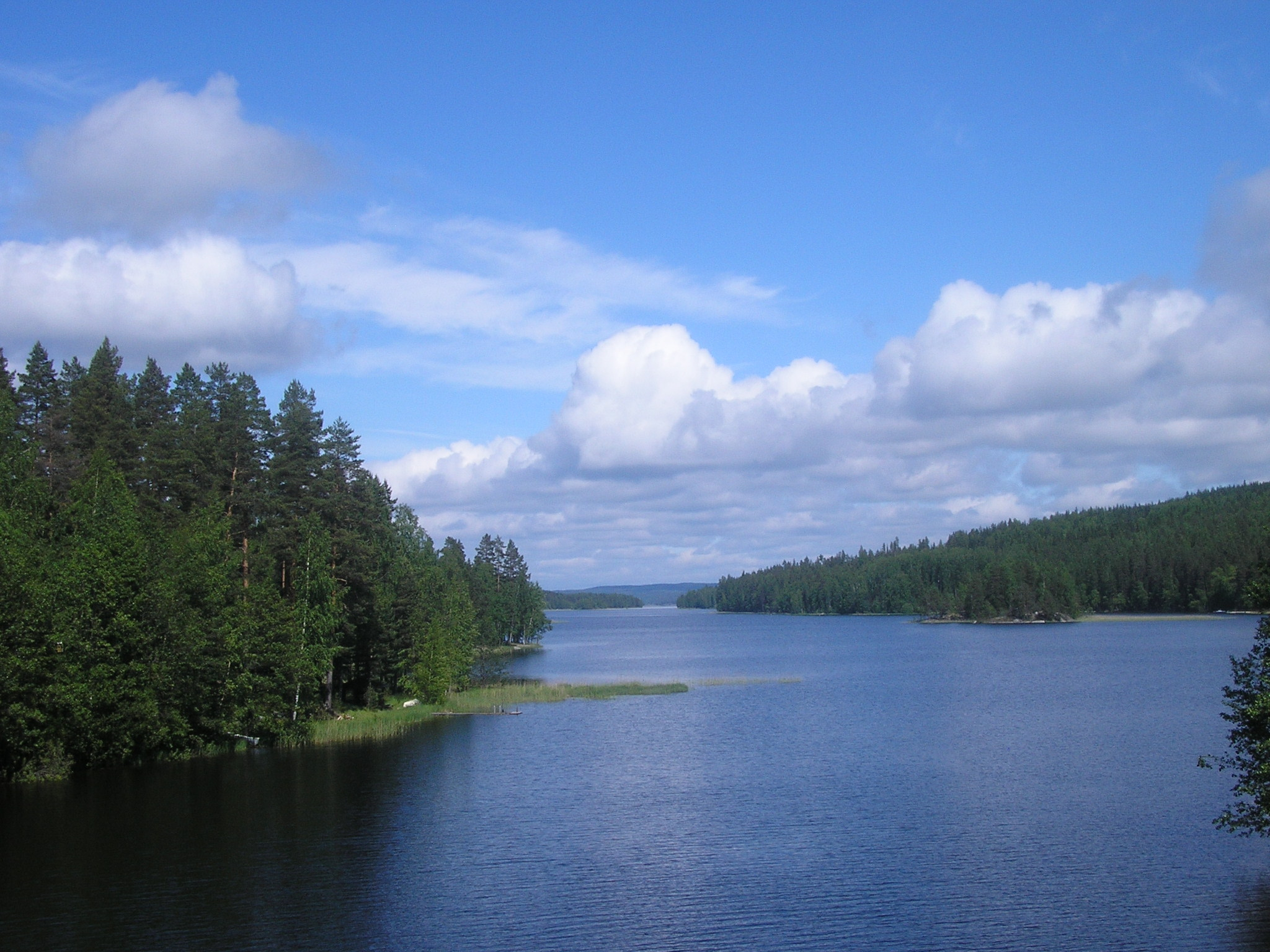
Le détroit Hopeasalmi du lac Päijänne.
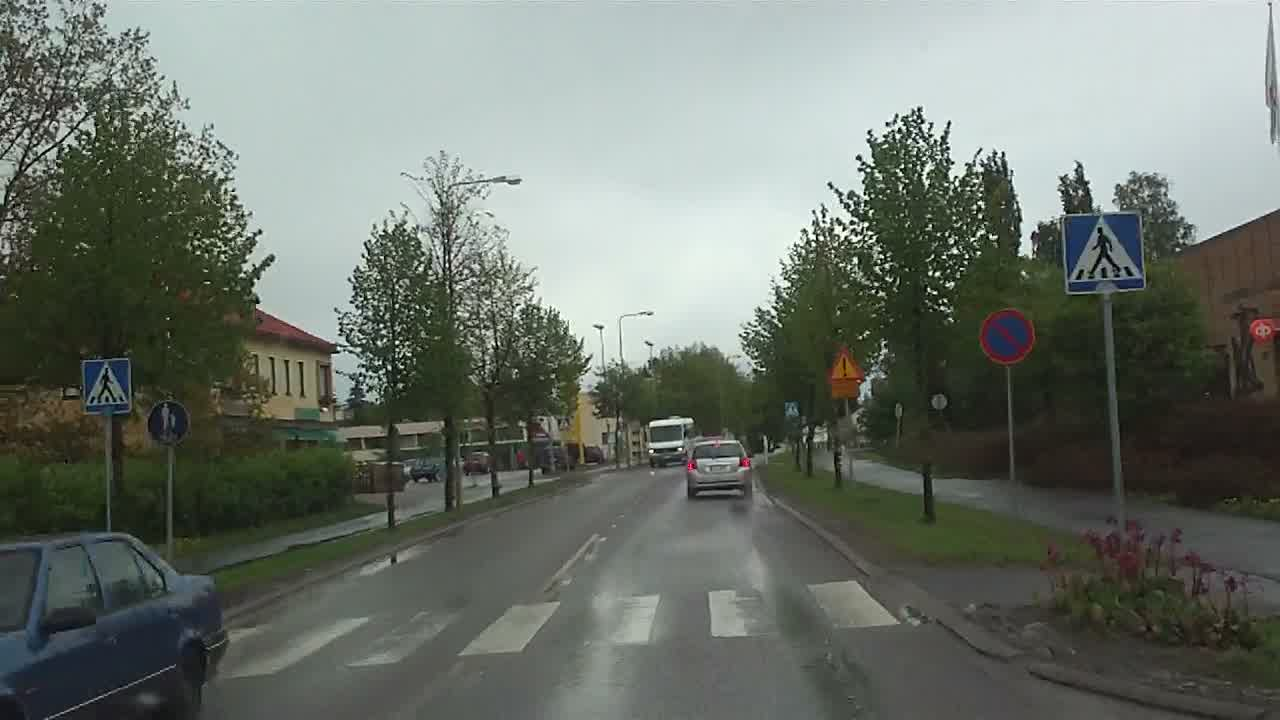
Rue de Sysmä.
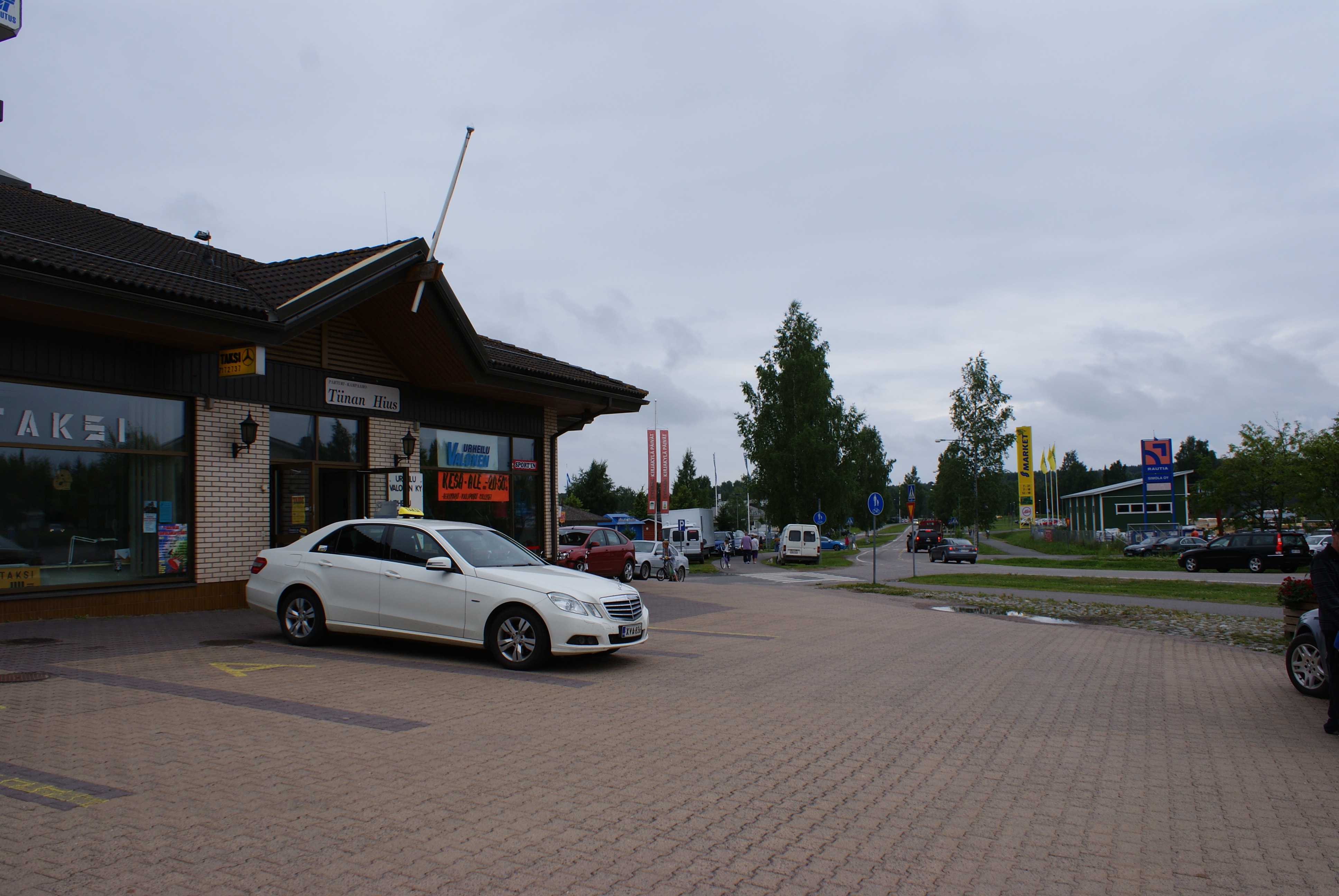
Centre de Sysmä.
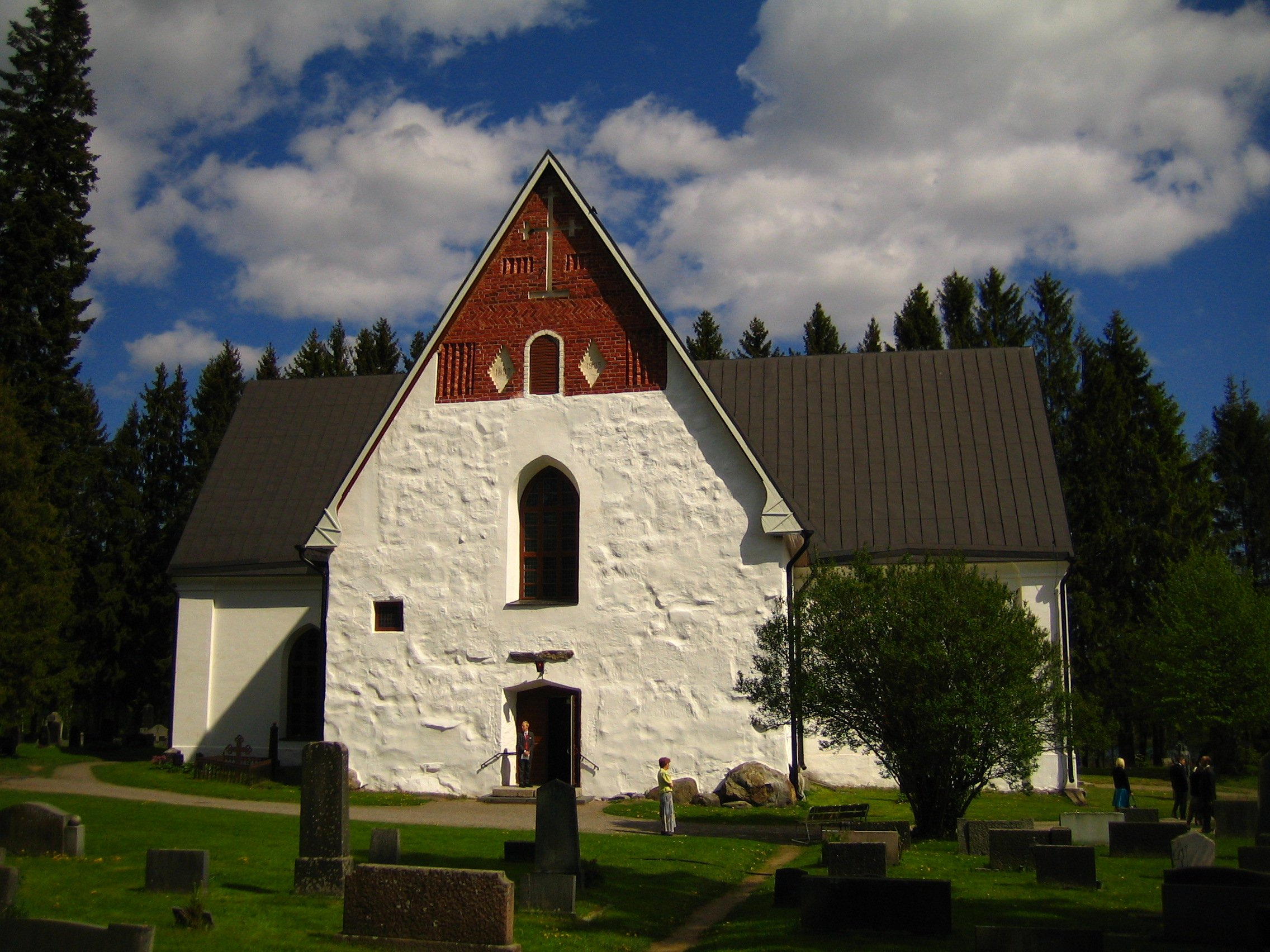
L'église de Sysmä.
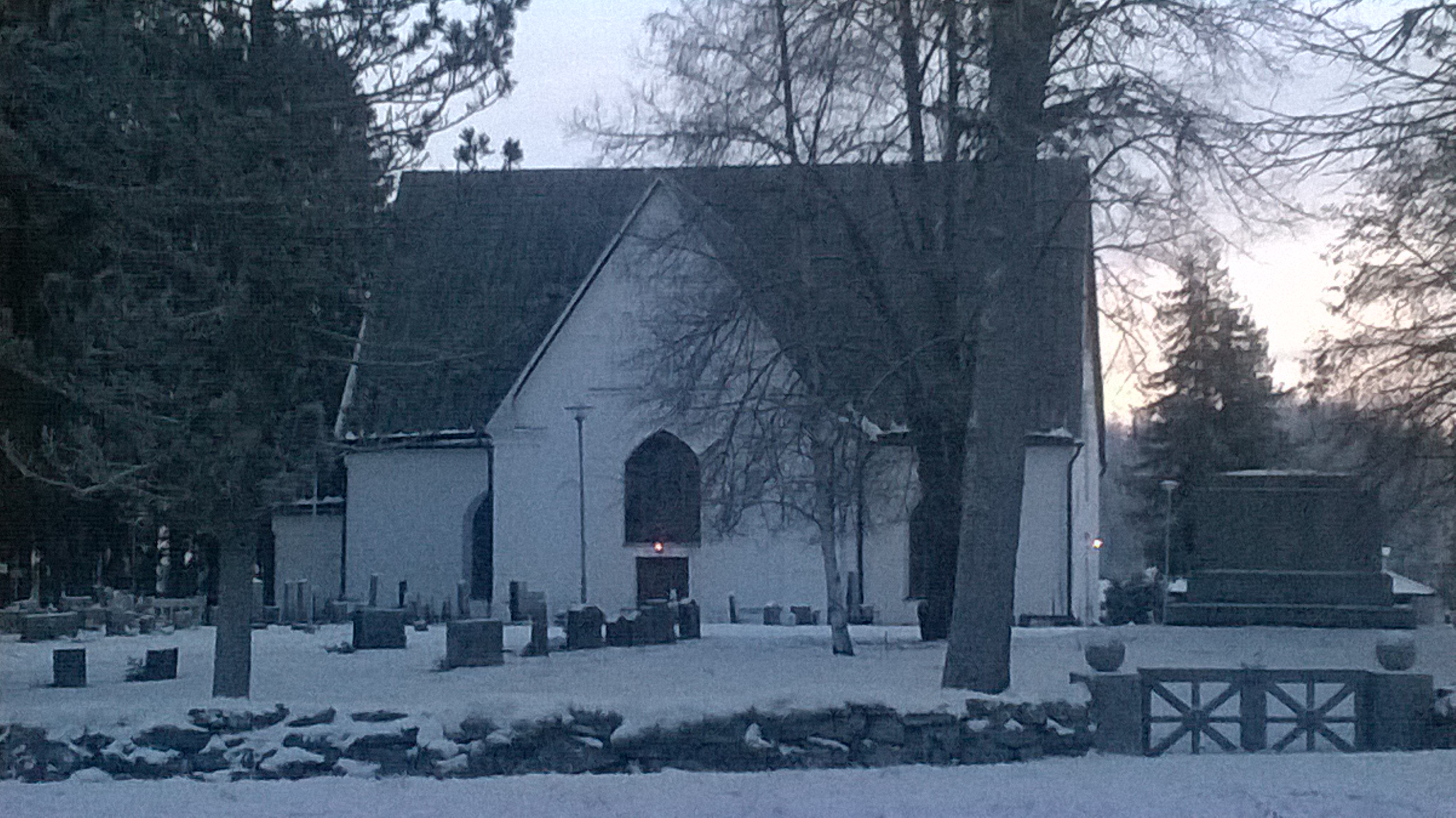
L'église de Sysmä.
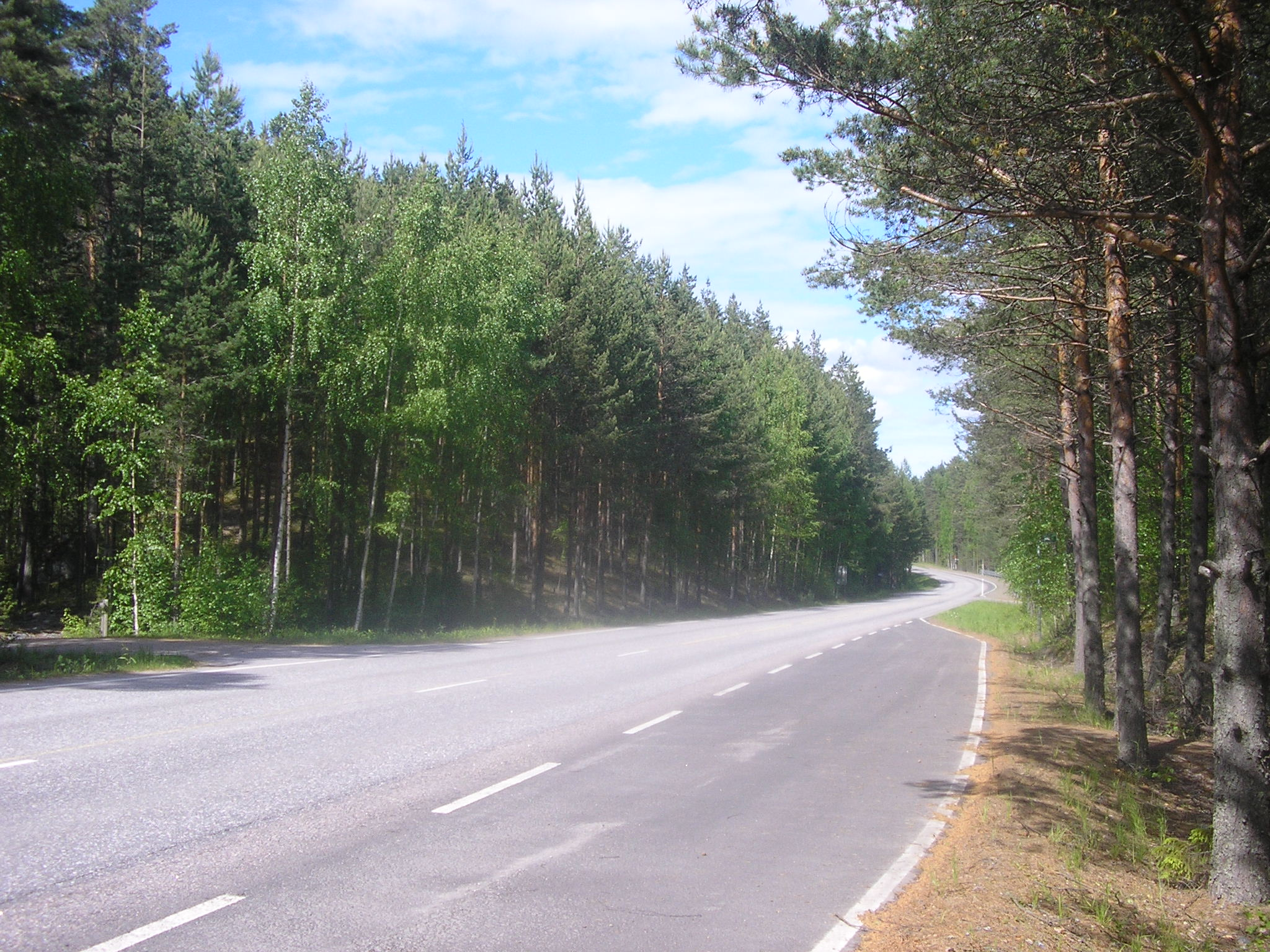
La route régionale 314 sur le Pulkkilanharju.